# Luise Karoline xứ Hochberg
Nữ bá tước Luise Karoline von Hochberg, tên khai sinh Geyer von Geyersberg (26 tháng 5 năm 1768 tại Karlsruhe – 23 tháng 6 năm 1820, Karlsruhe), từ 1787 được phong Nữ Nam tước xứ Hochberg, từ 1796 được phong Nữ bá tước xứ Hochberg. Bà là vợ thứ hai của Bá tước và sau này là Đại công tước Karl Frederick xứ Baden. Cuộc hôn nhân của họ là Quý tiện kết hôn, vì thế từ ban đầu, các hậu duệ của bà không có quyền thừa kế ngai vàng Đại công quốc Baden, nhưng sau khi các hậu duệ của người vợ đầu lần lược qua đời mà không để lại người thừa kế nam, cuối cùng thì con trai trưởng của bà là Đại công tử Leopold trở thành Đại công tước tiếp theo và những nhà cai trị của Baden cho đến khi nó sụp đổ vào năm 1918 đều là hậu duệ của Leopold.

## Gốc tích
Nữ bá tước Louise Caroline Geyer von Geyersberg là con gái của Trung tá Ludwig Heinrich Philip Geyer von Geyersberg (1729-1772) và vợ ông, Nữ bá tước Maximiliana Hedwiger von Sponeck. Mẹ cô là cháu của Leopold Eberhard, Công tước xứ Württemberg-Montbéliard. Louise Caroline xuất thân từ một gia đình ở Hạ Áo thuộc họ Geiger; Walther Geiger, một nhà quản lý bưu chính ở Vienna, được phong tước trong Đế chế La Mã Thần thánh, cùng với một số người họ hàng, vào năm 1595. Năm 1625, Hoàng đế Ferdinand II cho phép họ thêm hậu tố quý tộc "von Geyersberg". Khoảng sau năm 1675, ông cố của Louise Caroline là Christophe Ferdinand, đã nhận được hậu tố quý tộc cao hơn, đó là "Geyer von Geyersberg". Khi phục vụ cho Eberhard Louis, Công tước xứ Württemberg, con trai của ông, Christian Heinrich, tự xưng là Nam tước vào năm 1729, sau khi kết hôn với Christiane von Thummel vào năm trước. Tuy nhiên, trước cuộc hôn nhân của Louise Caroline, các tài liệu đề cập đến cô ấy tại Triều đình Baden đã bỏ qua bất kỳ danh hiệu Nam tước nào.
Louise Caroline theo học một trường tư thục ở Colmar. Sau đó, cô được tuyển vào phục vụ cho triều đình Baden-Durlach với tư cách là một cung nữ của Công chúa Amalie.

## Kết hôn với Bá tước Karl Frederich
Mặc dù trong đám cưới diễn ra vào ngày 24 tháng 11 năm 1787, vị hôn phu của cô đã gọi cô bằng tước hiệu "Nam tước Geyer von Geyersberg", nhưng cuộc hôn nhân này vào thời điểm đó được coi là quý tiện kết hôn, vì Louise Caroline và gia đình có cấp bậc không ngang bằng với thân vương của Đế chế La Mã mà Karl Friedrich đang nắm giữ.
Sau đám cưới, Bá tước Karl đã tuyên bố rằng vợ ông sẽ mang tước hiệu "Nam tước xứ Hochberg". Trong cùng một tuyên bố, được đồng ý ký vào bảng ghi nhớ bởi ba người con trai của cuộc hôn nhân đầu tiên, ông bảo lưu quyết định về tước hiệu và quyền kế vị của những đứa con trai được sinh ra từ cuộc hôn nhân thứ 2 này. Vào tháng 7 năm 1799, chiếu thư được Hoàng đế La Mã Thần thánh Francis II ban hành, có hiệu lực hồi tố đến ngày 12 tháng 5 năm 1796, nâng bà lên tước hiệu "Nữ bá tước xứ Hochberg". Cô ấy chưa bao giờ đạt được cấp bậc của một Imperial princess hay Markgraf, tước hiệu được mang bởi người vợ đầu tiên của Karl Friedrich.

## Con trai thừa kế ngai vàng của Baden

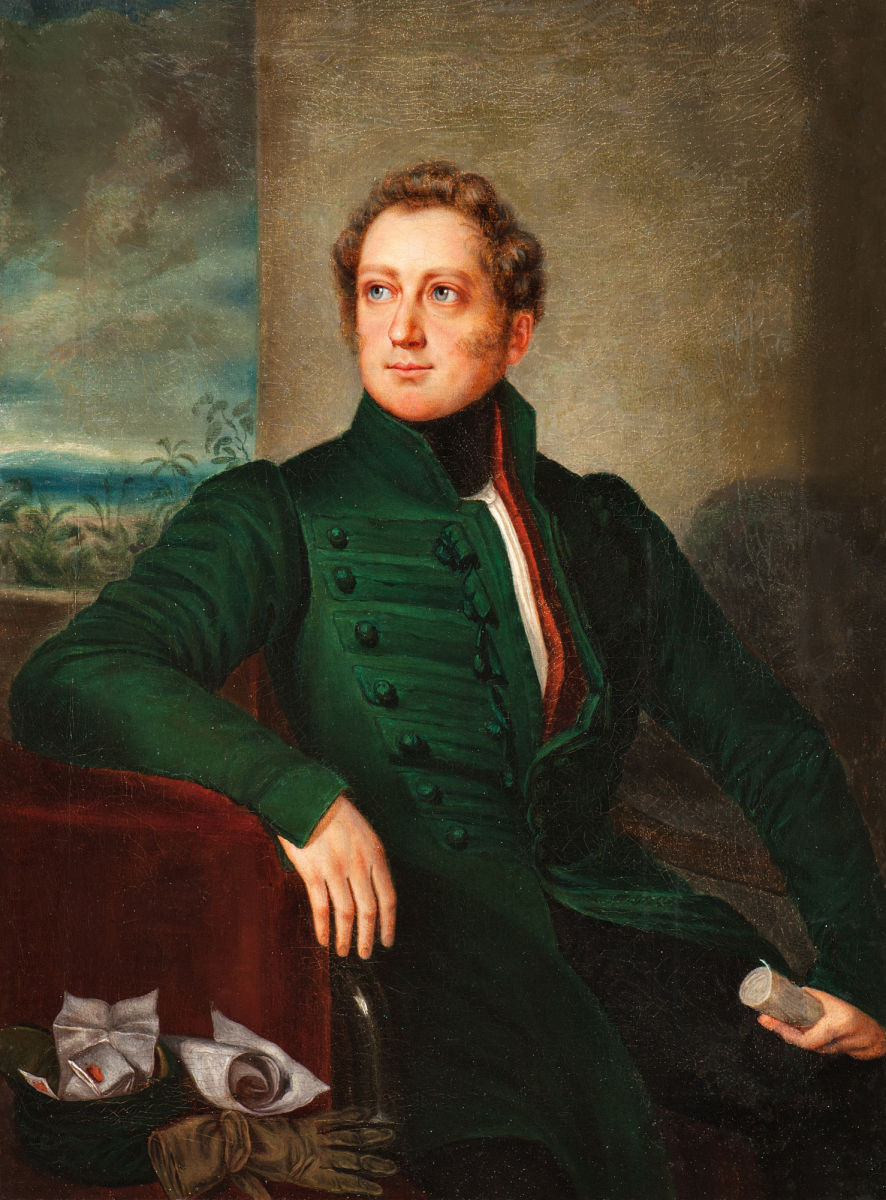
Thân vương Leopold, con trai cả của Louise Caroline, người sẽ thừa kế ngai vàng Baden trong tương lai

Mặc dù ban đầu các con của Louise Caroline không được công nhận hợp pháp về cấp bậc triều đại, nhưng vào ngày 20 tháng 2 năm 1796, cha của họ đã làm rõ bằng văn bản (sau đó được các con trai lớn của ông đồng ký tên) rằng các con trai của ông với người vợ thứ 2 có đủ điều kiện để kế vị ngai vàng theo thứ tự dòng nam, nếu các hậu duệ nam của đời vợ đầu tiên tuyệt tự thì các hậu duệ nam đời vợ thứ 2 có đủ quyền kế thừa ngai vàng của Baden.  Karl tuyên bố thêm rằng cuộc hôn nhân của ông với người vợ thứ 2 "không phải là quý tiện kết hôn, mà phải là một cuộc hôn nhân bình đẳng thực sự", mặc dù các cô con gái vẫn là nữ nam tước và các con trai chỉ được phong tước hiệu Bá tước xứ Hochberg vào thời điểm đó. Nhưng vào năm 1799, các con trai của Louise được phong tước Bá tước Đế chế xứ Hochberg (có hiệu lực từ năm 1796).
Vào ngày 10 tháng 9 năm 1806, sau khi Đế chế La Mã Thần thánh tan rã và Baden được trao tước vị có chủ quyền đầy đủ là Đại Công tước xứ Baden, Karl Frederick đã xác nhận địa vị triều đại của những người con trai trong cuộc hôn nhân thứ hai của ông. Đạo luật này, một lần nữa, được ký bởi tất cả những người con trai của đời vợ đầu (tức là ba người con trai cả của ông), nhưng chiếu chỉ này không được ban hành công khai.
Karl Frederick qua đời năm 1811 và được kế vị bởi cháu trai của ông là Karl, Đại công tước xứ Baden. Vào ngày 4 tháng 10 năm 1817, vì cả ông và những người con trai khác từ cuộc hôn nhân đầu tiên của ông nội đều không có hậu duệ nam còn sống sót, Karl đã xác nhận quyền kế vị của những người chú cùng cha khác mẹ của mình, phong cho mỗi người tước hiệu, Thân vương và Bá tước xứ Baden, và phong hiệu Highness. Ông đã yêu cầu đại hội hoàng gia ở Aachen vào ngày 20 tháng 11 năm 1818, chỉ vài tuần trước khi ông qua đời, xác nhận quyền kế vị của các con trai của Louise Caroline.
Nhưng tuyên bố về sự kế vị của Baden này đã gây ra những thách thức quốc tế. Đại hội Viên, vào năm 1815, đã công nhận các yêu sách cuối cùng của Đế quốc Áo và Vương quốc Bayern đối với các phần lãnh thổ của Baden ở Thượng Palatinate và Breisgau, dự đoán rằng khi Karl Frederich sắp qua đời, những vùng đất đó sẽ không còn là một phần của Đại công quốc Baden nữa. Các tranh chấp đã được giải quyết bằng Hiệp ước Frankfurt, 1819, theo đó Baden nhượng lại một phần của Wertheim cho Vương quốc Bayern, vốn đã được bao bọc trong Bayern, theo đó việc kế vị ngai vàng Baden sẽ được trao cho hậu duệ của người vợ thứ 2 của Karl đã được giải quyết vào năm 1817, dưới sự đồng thuật của cả Áo và Bayern.
Năm 1830, sau cái chết của Louis I (người cai trị cuối cùng của dòng dõi cũ), con trai của Louise Caroline là Thân vương Leopold, cuối cùng đã thừa kế ngai vàng với tư cách là Đại công tước xứ Baden. Hậu duệ của Louise cai trị Đại công quốc Baden cho đến khi nó bị bãi bỏ vào năm 1918. Những kẻ giả danh hiện tại là hậu duệ của Louise Caroline.

## Kaspar Hauser
Người ta cáo buộc rằng Louise Caroline đã âm mưu tráo đổi một đứa trẻ sơ sinh đã chết với con trai đầu lòng của Đại công tước Karl và Đại công tước phu nhân Stephanie, nhằm đảm bảo ngai vàng cho các con trai của chính bà. Khi Kaspar Hauser được tìm thấy, có tin đồn rằng anh ta chính là Đại công tử của Baden, được cho là đã hết hồn khi sinh ra và lớn lên mà không hề hay biết về tổ tiên hoàng gia của mình. Các nhà sử học hiện đại xem câu chuyện này là một truyền thuyết mang tính hư cấu không có thật.

## Hậu duệ
Bà có 5 người con với Đại công tước Karl Friedrich xứ Baden:
- Đại công tước Leopold (29 tháng 8 năm 1790 – 24 tháng 4 năm 1852)
- Hoàng thân William (8 tháng 4 năm 1792 – 11 tháng 10 năm 1859)
- Frederick Alexander (10 tháng 6 năm 1793 – 18 tháng 6 năm 1793)
- Đại công nữ Amalie (26 tháng 1 năm 1795 – 14 tháng 9 năm 1869), kết hôn ngày 19 tháng 4 năm 1818 với Karl Egon II, Thân vương xứ Fürstenberg (28 tháng 10 năm 1796 – 22 tháng 10 năm 1854)
- Maximilian (8 tháng 12 năm 1796 – 6 tháng 3 năm 1882).